# اصطلاح‌نامه (بازیابی اطلاعات)
یک اصطلاح‌نامه (به انگلیسی: thesaurus) در زمینه بازیابی اطلاعات، نوعی دایره واژه نظارت شده است که هدف آن اعمال تجلی معنی برای فراداده در نمایه‌سازی اشیای محتوایی است. از یک اصطلاح‌نامه برای حداقل‌کردن ابهام معنایی استفاده می‌شود، به این شیوه که در هنگام ذخیره و بازیابی تجلی اشیای محتوایی، «یکنواختی و سازگاری» ایجاد می‌کند. ANSI/NISO Z39.19-2005 یک شیء محتوایی را اینگونه تعریف می‌کند: «هر موردی که برای قرار گرفتن در یک سامانه بازیابی اطلاعات، وبگاه، یا دیگر منابع اطلاعاتی توصیف می‌شود». یک اصطلاح‌نامه در انتساب اصطلاحات ترجیح داده شده کمک می‌کند تا فراداده معنایی مرتبط با شیء محتوایی را منتقل کند.
از یک اصطلاح‌نامه برای راهنمایی هم در نمایه‌ساز و هم در جستجوگر استفاده می‌شود، یعنی موقعی که می‌خواهیم اصطلاح مورد ترجیح مشابه را انتخاب کنیم، یا موقعی که برای نمایش یک موضوع داده شده از ترکیبی از اصطلاحات مورد ترجیح استفاده می‌کنیم. ISO 25964 یک استاندارد بین‌المللی برای ساخت یک اصطلاح‌نامه بازیابی اطلاعات است، و یک اصطلاح‌نامه را اینگونه تعریف می‌کند: «دایره واژه نظارت شده و ساخت یافته که در آن مفاهیم توسط اصطلاحات نمایش می‌یابد و جوری سازمان یافته است که رابطه بین مفاهیم بازر شوند، و اصطلاحات مورد ارجحیت با ورودی‌های راهبر برای مترادف‌ها و شبه مترادف‌ها همراه شده‌اند».
یک اصطلاح‌نامه توسط حداقل سه عنصر ساخته می‌شود:
1. یک لیست از کلمات (یا اصطلاحات)
2. رابطه بین کلمات یا اصطلاحات که توسط موقعیت نسبی سلسله مراتبی‌شان نشان داده شده‌اند (یعنی اصطلاح والد/گسترده‌تر؛ اصطلاح فرزند/محدودتر؛ مترادف، و غیره)
3. یک مجموعه قاعده برای نحوه استفاده از اصطلاح‌نامه

## اهداف
یک اصطلاح‌نامه در بازیابی اطلاعات برای ساخت یک دایره واژه نظارت شده استفاده می‌شود، که این دایره واژه به نمایه‌سازی فراداده‌ها برای موجودیت‌های حامل اطلاعات کمک می‌کند. یک اصطلاح‌نامه به بیان آشکارسازی یک مفهوم به روش مورد انتظار کمک می‌کند، که این موضوع دقت و بازیابی را بهبود می‌دهد. این یعنی «بیانیه‌های مفهومی معنایی» برای موجودیت‌های حامل اطلاعات راحت‌تر تعیین می‌شوند و دلیل این امر یکسان بودن زبان است. به علاوه از یک اصطلاح‌نامه برای نگهداری یک لیست سلسله مراتبی از اصطلاحات (واژه منفرد یا عبارات محدود) استفاده می‌شود، که این موضوع به نمایه ساز کمک می‌کند تا یک اصطلاح را محدودتر نماید و در نهایت ابهام معنایی را کاهش دهد.
- برای مثال، اصطلاح‌نامه هنر و معماری، توسط موزه‌های بیشماری در سراسر جهان استفاده می‌شود، تا مجموعه‌هایشان را فهرست‌نامه کنند.
- یا مثلاً از AGROVOC که نوعی اصطلاح‌نامه در سازمان خواربار و کشاورزی ملل متحد است، برای نمایه سازی و/یا جستجو کردن پایگاه داده AGRIS اش استفاده می‌شود که این پایگاه داده شامل ادبیات جهان‌گستر دربارهٔ پژوهش‌های کشاورزی است.

## ساختار
اصطلاح‌نامه بازیابی اطلاعات طوری به صورت صوری سازمان‌یافته است که رابطه‌های موجود بین مفاهیم آشکار شود. برای مثال «میوه مرکبات» می‌تواند به مفهوم گسترده‌تر «میوه» متصل شود و همچنین به مفهوم محدودتر «پرتقال» یا «لیمو» و غیره متصل گردد. موقعی که این اصطلاح‌ها به صورت برخط نمایش یابد، این پیوندهای بین اصطلاح‌ها، مرور کردن اصطلاح‌نامه را بسیار ساده می‌سازد، یعنی به کمک آن می‌توان اصطلاح‌های مفیدی را برای جستجو انتخاب کرد. موقعی که یک اصطلاح بتواند بیش از یک معنا داشته باشد، مثلاً tables (به معنی میز) و tables (یعنی جدول داده) این موضوع به صورت جداگانه فهرست می‌شود، سپس کاربر می‌تواند بین آن‌ها انتخاب کند که چه مفهومی را جستجو کند و در نتیجه جلوی بازیابی نتایج غیر مرتبط گرفته می‌شود. برای هر تک مفهوم، همه مترادف‌ها فهرست می‌شود، مثلاً «جنون گاوی»، «انسفالوپاتی اسفنجی گاوی»، «BSE» و غیره فهرست می‌شوند. ایده این کار آن است که همه نمایه‌سازها و جستجوگرها را آموزش دهیم تا از یک اصطلاح مشابه برای یک مفهوم مشابه استفاده کنند، و متعاقباً نتایج جستجو تا آنجا که ممکن است کامل خواهد بود. اگر اصطلاح‌نامه چند زبانی باشد، اصطلاح‌های معادل در دیگر زبان‌ها نیز نمایش می‌یابد. بر اساس استانداردهای بین‌المللی، مفاهیم معمولاً به صورت سلسله مراتبی بین دیدگاه‌ها مرتب‌سازی می‌شوند، یا اینکه توسط «موضوع‌ها» یا «عناوین» گروه‌بندی می‌شوند. برخلاف یک اصطلاح‌نامه عمومی که برای دیدگاه‌های ادیبانه استفاده می‌شوند، اصطلاح‌نامه‌های بازیابی اطلاعاتی معمولاً روی یک رشته، موضوع یا زمینه مطالعه متمرکز هستند.